# Okie
Als Okie bezeichnet man einen Einwohner des US-Bundesstaats Oklahoma.

## Bedeutung
In den 1930er Jahren gewann der Begriff eine weitere Bedeutung und bezeichnete Arbeitsmigranten aus dem mittleren Westen, da infolge der Großen Depression (Great Depression) ab 1929 und der Großen Dürre (Dust Bowl) von 1935 bis 1938 viele Farmer aus dem mittleren Westen wegen der Aufgabe ihrer Farmen in der Hoffnung auf Arbeit nach Kalifornien zogen, wobei die meisten Arbeitsmigranten aus Oklahoma stammten, also Okies waren. Dort konkurrierten sie mit Arbeitern aus Lateinamerika und den Philippinen um Jobs als Tagelöhner in der Landwirtschaft und der weiterverarbeitenden Industrie.
Wegen ihres hinterwäldlerischen Verhaltens und ihrer Armut wurden sie von den Kaliforniern abwertend betrachtet. Als Okie wird daher auch ein etwas tölpelhaft auftretender Bewohner des mittleren Westens der USA bezeichnet.

## Künstlerische Verarbeitung
Das Schicksal der Okies in den 30er Jahren wurde unter anderem von dem Schriftsteller John Steinbeck in seinem Roman Früchte des Zorns (Grapes of Wrath, 1939) und von dem Folksänger Woody Guthrie, der selber ein Okie war, beschrieben.
Der Country-Sänger Merle Haggard landete 1969 mit dem Song Okie from Muskogee einen Nr.-1-Hit. Okie heißt auch ein Album von J. J. Cale.

## Okie-Paradoxon
Der Humorist und Philosoph Will Rogers schuf das bekannteste Beispiel für das Stage migration-Paradoxon, als er meinte: “When the Okies left Oklahoma and moved to California, they raised the average intelligence level in both states.” (deutsch: „Als die Einwohner von Oklahoma nach Kalifornien umzogen, hoben sie den Intelligenzdurchschnitt in beiden Staaten an.“)